# Rio Grui (Dâmboviţa)
O Rio Grui é um rio da Romênia, afluente do Dâmboviţa, localizado no distrito de Călăraşi.